# Letteratura ungherese
La letteratura ungherese è data dall'insieme dei testi scritti in prosa o in poesia in lingua ungherese.

## Albori
Dell'epoca precristiana sono rimaste soltanto alcune iscrizioni in runico ungherese.
Dell'epoca precedente non si sono conservati monumenti linguistici degni di nota. Diversamente dalla letteratura finlandese con la sua epopea nazionale ritrovata, il Kalevala, e da quella estone con il Kalevipoeg in ungherese vi sono solo frammenti di leggende. In seguito alla cristianizzazione da parte di Stefano I (Szent István király 975-1038.) venne utilizzato solo l'alfabeto latino.
Il cristianesimo, soprattutto con i Benedettini, favorì la letteratura in Ungheria, la lingua letteraria era il latino. Il testo letterario più antico in quest'ultima lingua è il De morum institutiones attribuito a santo Stefano. In latino sono anche le opere di san Gherardo, educatore dei figli del re. Tra esse la Deliberatio supra Hymnum trium puerorum (1048).
Nel XIII e XIV secolo dominava la storiografia latina. Qui sono degne di nota soprattutto le Gesta Hungarorum del XIII secolo. L'autore viene nel testo definito Anonymus ed ancor oggi resta oggetto di discussione la sua identificazione. Venne prodotta in seguito una lunga serie di opere di questo genere; in una di queste venne presentata  anche la leggenda per cui gli ungheresi sarebbero imparentati con gli Unni e quindi i loro successori di diritto.
Dopo il periodo di fioritura della storiografia, la poesia lirica finì in secondo piano. La prima poesia interamente giunta a noi è la Ómagyar Mária-siralom ("Lamentela di Maria") in Antico Ungherese, scoperta solo nel 1922.
La prima grande traduzione della Bibbia, anche se non completa, si deve ai fratelli Tamás e Bálint. La sua diffusione come insieme compatto di testi era limitata perché si trattava di una bibbia della minoranza  ussita, ma tuttavia contribuì per alcuni versi all'unificazione dei dialetti ungheresi in una lingua unitaria.

## Rinascimento
Con il re del rinascimento Mattia Corvino (1458-1490) si impose in Ungheria un rinnovamento culturale e per la Biblioteca Corviniana nacquero diversi codici miniati con interi passaggi in lingua ungherese.
Noti autori ungheresi che scrivevano in latino furono: Janus Pannonius (1434 - 1472), studente di Guarino da Verona ed altri umanisti ungheresi. Bálint Balassi (1554-1594) scriveva già in una lingua definibile interamente come ungherese.

## Letteratura dell'epoca barocca
Ai Gesuiti riuscì la ricattolicizzazione di buona parte dell'aristocrazia protestante. Il più significativo rappresentante della controriforma fu Péter Pázmány (1570-1637). La sua opera principale, la Guida alla verità divina (1613) fu un passo importante nello sviluppo di una lingua filosofica ungherese.
György Káldi (1572-1634) estese alla traduzione della Bibbia (1626) la base stilistica e lessicale della Vulgata latina.
La letteratura barocca ungherese non era cortese ma in primo luogo anti-turca. Miklós Zrínyi (1620-1664) scrisse delle liriche, trattati militari e politico-sociali: la sua opera principale è, tuttavia, il Periglio di Sziget (Szigeti veszedelem, 1645/46), il primo poema epico in assoluto in lingua ungherese. Racconta dell'attacco dei Turchi alla fortezza di Sziget di 100 anni prima e del massacro dei suoi difensori che ne conseguì, eroizzato da Zrínyi. János Apáczai Csere (1625-1659) scrisse una Enciclopedia ungherese (1655), che divenne importante per la lingua scientifica ungherese.

## Rococò e classicismo
Come caso insolito si ricordano le guardie del corpo dell'imperatrice Maria Teresa d'Austria a Vienna. Si trattava di giovani nobili che erano affascinati dalla vita intellettuale di Vienna e che intraprendevano tentativi letterari. Accanto a Sándor Baróczi (1735-1809) e Ábrahám Barcsay (1742-1806) vi era soprattutto György Bessenyei (ca. 1747-1811). I suoi scritti, che criticavano la letteratura ungherese e nei quali era subentrata un'imitazione dei modelli letterari mondani, erano influenti sebbene egli stesso non fosse un grande scrittore. In quegli stessi anni si distinse lo scrittore e storico Péter Bod, che pubblicò la prima enciclopedia letteraria in ungherese nel 1766. Nel XVIII secolo si distinse anche József Kármán (1769-1795).
Nel 1794 comparve la rivista di Pest "Uránia", che pubblicò senza eccezioni la letteratura ungherese e nessuna traduzione. Con questo Pest divenne il centro letterario dell'Ungheria. La corte viennese non rimase inerte e inaugurò una rete articolata di censori:
- Gedeon Ráday (1713-1792);
- Mihály Csokonai Vitéz (1773-1805) fu un grande autore di liriche che introdusse in Ungheria forme liriche rare o probabilmente la prima poesia giambica in assoluto e il sonetto. A Csokonai verrà attribuita un'affinità intellettuale con Wolfgang Amadeus Mozart, di cui tradusse il libretto dell'opera Il flauto magico. Scrisse il primo poema epico ungherese ironico Dorotha (Dorottya, 1795), in cui fa caricature dello stile di vita nobile.
- Mihály Fazekas (1766-1828) divenne noto per un'unica opera, Mattia delle oche (Ludas Matyi, 1804), che divenne molto popolare e venne tradotto in molte lingue. La favola del nobile cattivo e dei buoni giovincelli contadini divenne un simbolo della letteratura ungherese. Attorno a Ferenc Kazinczy (1759-1831) si costituì un circolo letterario al di fuori del quale vi era Dániel Berzsenyi (1776-1836), chiamato anche il Colono di Nikla.

## Epoca delle riforme e del romanticismo
Così viene chiamato il periodo tra il 1825 e il 1848. Fu un periodo di splendore della letteratura ungherese con Mihály Vörösmarty (1800-1855), János Arany (1817-1882) e Sándor Petőfi (1823-1859) come artisti di punta.
Vörösmarty è noto come lirico e patriota. Tra le sue opere principali si ricordano il poema epico La fuga di Zalàn sulla conquista ungherese (iniziato nel 1823), "Csongora e Tünde" (Csongor és Tünde) (1831), che ricorda il flauto magico di Mozart e la poesia Conforto (Szózat, 1838), che venne cantata durante la rivoluzione come Marsigliese ungherese. L'inno nazionale ungherese (Himnusz) venne scritto da Ferenc Kölcsey nel 1823.
Mór Jókai (1825-1904) prese parte alla Rivoluzione di Marzo e fu attivo politicamente. Come scrittore lasciò una grande opera narrativa. La sua Raccolta di opere pubblicata quando era in vita comprendeva 100 volumi. Dei molti romanzi idealistico-romantici, racconti e novelle degna di nota è l'opera: Un nababbo ungherese (Egy magyar nábob, 1854). Tra gli altri titoli: L'uomo d'oro;
I due Trank; Szegény gazdagok (romanzo, Pest, 1860); Az új földesúr (romanzo Pest, 1862); Politikai divatok (romanzo, Pest, 1862–1864); Mire megvénülünk (romanzo-, Pest, 1865); Szerelem bolondjai (romanzo, Pest, 1868–1869); A kőszívű ember fiai (romanzo, Pest, 1869); Fekete gyémántok (romanzo, Pest, 1870); Eppur si muove. És mégis mozog a föld (romanzo, Pest, 1872); Az arany ember (romanzo, Pest, 1872)
Zsigmond Kémeny (1814-1875) aderì alla rivoluzione ungherese e fu parlamentare dal 1848; si distinse soprattutto per i romanzi storici ambientati in Ungheria e incentrati sulle descrizioni di un grande protagonista.
Ferenc Csepreghy (1842-1880) si mise in evidenza per i suoi drammi romantici idillici, oltre che per l'esaltazione del mondo rurale e del contadino come eroe nazionale.

## Il Novecento
Nel XX secolo ricordiamo Ferenc Herczeg (1863-1954), Sándor Bródy (1863-1924), e ancora Margit Kaffka (1880-1918) che scrisse sul destino delle donne.
Influenzato da Charles Baudelaire, vi era anche il lirico Endre Ady (1877-1919), che fu spesso a Parigi. La sua opera principale sono le Poesie nuove del 1906.
Attila József (* 11 aprile 1905 a Budapest, † 3 dicembre 1937) viene considerato insieme ad Ady il più grande poeta del Novecento.
Mihály Babits (1883-1941) tradusse la Divina Commedia di Dante. Scrisse romanzi, liriche e saggi. Non era sempre ben visto nell'Ungheria tradizionalmente molto patriottica per il suo pacifismo. Dezső Kosztolányi (1885-1936) fu molto brillante in tutti i generi letterari e tradusse opere di letteratura mondana contemporanea in Poesie moderne (1913). Árpád Tóth fu anche un poeta importante e traduttore.
Zsigmond Móricz (1879-1942).
Ferenc Molnár (1878-1952) è il drammaturgo ungherese più significativo, la sua pièce teatrale più importante è Liliom del 1909. Fu anche autore del romanzo ungherese più noto all'estero, I ragazzi della via Pál 1906. Nel 1937 dovette andare in esilio negli USA.
Sándor Márai (1900-1989) visse a lungo in parte volontariamente all'estero, in parte in esilio. Un altro autore di prosa era Albert Wass (1908-1998), che dopo il 1945 visse negli USA e nella Germania federale.
Imre Kertész (* 1929), sopravvissuto al campo di concentramento di Auschwitz, redasse la sua esperienza in Persona senza destino (Sorstalanság, 1975). Ottenne nel 2002 il premio Nobel per la letteratura per (così recitava la laudatio) un'opera letteraria che ribadisce l'esperienza fragile del singolo nei confronti della spontaneità barbara della storia. Come molti altri scrittori di questo periodo Kertész aveva stretti contatti con la cultura di lingua tedesca ed è egli stesso traduttore dal tedesco all'ungherese.
Altri autori sono Ferenc Juhász e György Konrad, lirici per esempio sono László Nagy, Sándor Weöres e János Pilinszky.
L'autore più noto del dopoguerra è Péter Esterházy (* 1950) con la sua Harmonia Caelestis e l'Edizione corretta di questo.

## XXI secolo
Nel XXI secolo Szécsi Noémi, è stata la prima donna ungherese ad aggiudicarsi il Premio letterario dell'Unione europea 2009 col romanzo storico Kommunista Monte Cristo.